# Mary Jackson (actriz)
Mary Jackson (Milford (Míchigan), 22 de noviembre de 1910 - Los Ángeles, California, 10 de diciembre de 2005) fue una actriz estadounidense, conocida por su papel de Miss Emily Baldwin en The Waltons. En 1964 participó en el capítulo The Homecoming de la famosa serie de televisión El Fugitivo en donde hace el papel de Ellie Parker, esposa de un juez. El 4 de julio de 1937, se casa con Griffin Bancroft, Jr. hasta su muerte el 10 de diciembre de 2005, a sus 95 años.

## Filmografía
- The Philco Television Playhouse (1952)
- Alfred Hitchcock Presents (1956)
- Robert Montgomery Presents (1956)
- The Barbara Stanwyck Show (1960)
- General Electric Theater (1960)
- Hazel (1961)
- Route 66 (1961)
- My Three Sons (1961)
- Stoney Burke (1962)
- The Andy Griffith Show (1964)
- The Outer Limits (1964)
- The Fugitive (1964)
- Please Don't Eat the Daisies (1965)
- The F.B.I. (1965)
- Do Not Go Gentle Into That Good Night (1967)
- The Second Hundred Years (1967)
- Insight (1967)
- The Invaders (1967)
- Targets (1968)
- Lancer (1969
- Airport (1970)
- The Failing of Raymond (1971)
- Wild Rovers (1971)
- Cannon (1971)
- The Name of the Game (1971)
- Mary Tyler Moore (1971)
- The Folks at Red Wolf Inn (1972)
- The Waltons (1972)
- [[The Trial of the Catonsville Nine]] (1972)
- Blume in Love (1973)
- Kid Blue (1973)
- Barnaby Jones (1973)
- Return to Peyton Place (1973)
- Our Time (1974)
- The Rookies (1974)
- The Bionic Woman (1977)
- Columbo: Try and Catch Me (1977)
- Audrey Rose (1977)
- Fun with Dick and Jane (1977)
- Coming Home (1978)
- Letters from Frank (1979)
- The Rockford Files (1979)
- Hart to Hart (1981)
- A Small Killing (1981)
- The Two Lives of Carol Letner (1981)
- A Day for Thanks on Walton's Mountain (1982)
- Some Kind of Hero (1982)
- Family Ties (1982)
- Quincy (1982)
- Between Two Brothers (1982)
- A Wedding on Walton's Mountain (1982)
- Hardcastle and McCormick (1983)
- Magnum, P.I. (1983)
- Space (1985)
- Scarecrow and Mrs. King00 (1985)
- The Snow Queen (1985)
- The Jeffersons (1985)
- Highway to Heaven (1986)
- Scarecrow and Mrs. King (1986)
- My Town (1986)
- Hunter (1987)
- Hill Street Blues (1987)
- Big Top Pee-wee (1988)
- Meet the Munceys (1988)
- The Case of the Hillside Stranglers (1989)
- Skinned Alive (1989)
- L.A. Law (1989)
- Parenthood (1990)
- The Exorcist III (1990)
- Leap of Faith (1992)
- Criminal Behavior (1992)
- Ozone (1993)
- A Walton Thanksgiving Reunion (1993)
- A Walton Wedding (1995)
- A Family Thing (1996)
- A Walton Easter (1997)